# Hypotrabala castanea
Hypotrabala castanea är en fjärilsart som beskrevs av Holland 1893. Hypotrabala castanea ingår i släktet Hypotrabala och familjen ädelspinnare. Inga underarter finns listade i Catalogue of Life.